# Tornio
Tornio [ˈtɔrniɔ] (schwedisch Torneå) ist eine Stadt im Norden Finnlands mit 21.227 Einwohnern (Stand 31. Dezember 2022). Sie gehört zur Landschaft Lappland und liegt unmittelbar an der Grenze zu Schweden an der Mündung des Flusses Tornionjoki in den Bottnischen Meerbusen. Mit dem auf schwedischer Seite gelegenen Haparanda bildet Tornio eine Zwillingsstadt. Das 1621 an der Stelle eines alten Handelsplatzes gegründete Tornio ist die älteste Stadt Lapplands. Über Jahrhunderte ein Zentrum des Lappland-Handels, wurde Tornio 1809 zur Grenzstadt und ist heute ein bedeutender Industriestandort. Hauptsehenswürdigkeit der Stadt ist die 1686 erbaute Holzkirche.

## Geografie

### Geografische Lage

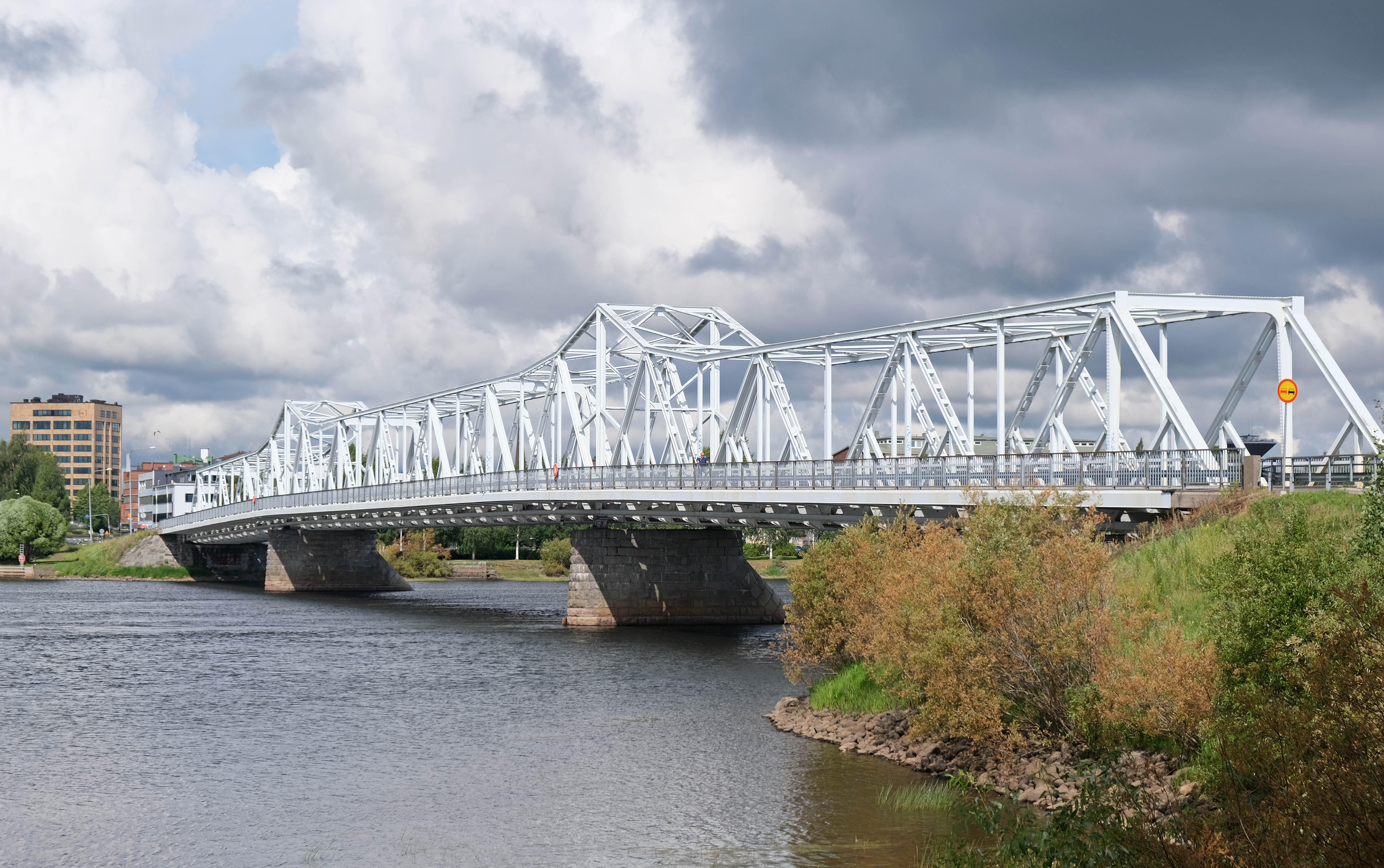
Die Hannula-Brücke führt über den breiten Tornionjoki.

Tornio liegt an der finnisch-schwedischen Grenze am Nordende der Ostsee. Der Grenzfluss Tornionjoki mündet hier in die Bottenwiek (den nördlichsten Teil des Bottnischen Meerbusens). Tornio ist Teil der Landschaft Lappland, wird aber historisch meist zur Region Peräpohjola gezählt. Das Stadtzentrum von Tornio liegt auf der mittlerweile verlandeten Flussinsel Suensaari im Tornionjoki unmittelbar an der Grenze zu Schweden.
Nachbarstädte und -gemeinden von Tornio sind Kemi und Keminmaa im Osten, Tervola im Nordosten Ylitornio im Norden sowie die Gemeinde Haparanda auf schwedischer Seite im Westen. Deren Hauptort Haparanda liegt direkt gegenüber dem Stadtzentrum von Tornio und bildet, obgleich durch eine Staats- und Zeitzonengrenze getrennt, zusammen mit diesem eine Zwillingsstadt. Das Stadtzentrum von Kemi liegt 25 Kilometer östlich von Tornio. Zusammen mit einigen umliegenden Gemeinden bilden diese beiden Städte die Region Kemi-Tornio.

### Ausdehnung des Stadtgebiets
Neben dem eigentlichen Stadtzentrum gehört zu Tornio ein weitläufiges Gebiet am Unterlauf des Tornionjoki. Das Stadtgebiet von Tornio hat eine maximale Länge von 83 Kilometern und eine maximale Breite von 44 Kilometern. Unter Ausschluss der Meeresgebiete beträgt die Fläche 1229,09 Quadratkilometer (davon 43,41 Quadratkilometer Binnengewässer). Ein Großteil dieses Gebiets ist ländlich strukturiert. So ergibt sich für Tornio eine geringe Bevölkerungsdichte von 18,9 Einwohnern pro Quadratkilometer.
Die Landschaft von Tornio wird vom mächtigen Tornionjoki geprägt. Der über 400 Kilometer lange Strom ist der größte frei fließende Fluss Europas. Entsprechend groß sind die Schwankungen in der Abflussmenge: Beim Dorf Karunki beträgt sie im Mittel 367 Kubikmeter pro Sekunde, maximal kann sie bis zu 3180 Kubikmeter pro Sekunde erreichen. Das Gebiet von Tornio gehört zur Borealen Zone. Vorherrschende Baumarten sind Kiefern und Fichten, die häufigste Laubbaumart ist die Birke. Etwa die Hälfte des Stadtgebiets besteht aus Moorland. Das Grundgestein Tornios gehört zum Schiefergebiet von Peräpohjola. Die höchste Erhebung Tornios ist mit 189 Metern der Berg Kaakamavaara. Die Küste Tornios steigt durch die Landhebung jährlich um sechs bis acht Millimeter aus dem Meer. Der Küste vorgelagert ist ein Schärengebiet. Dessen äußerer Bereich gehört zum Nationalpark Bottenwiek.

### Stadtgliederung

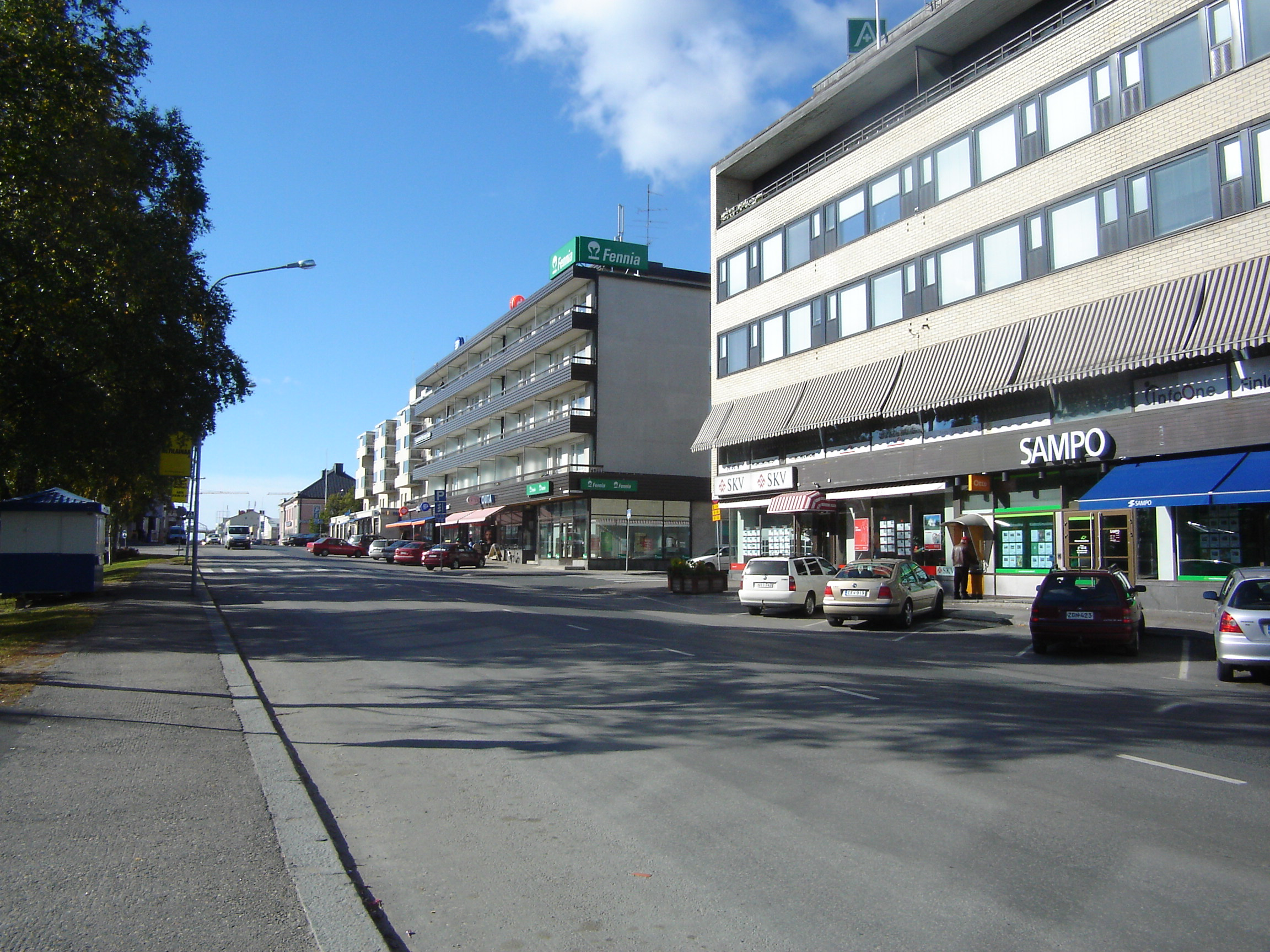
Die Hallituskatu im zentralen Stadtteil Suensaari ist die Hauptstraße Tornios.

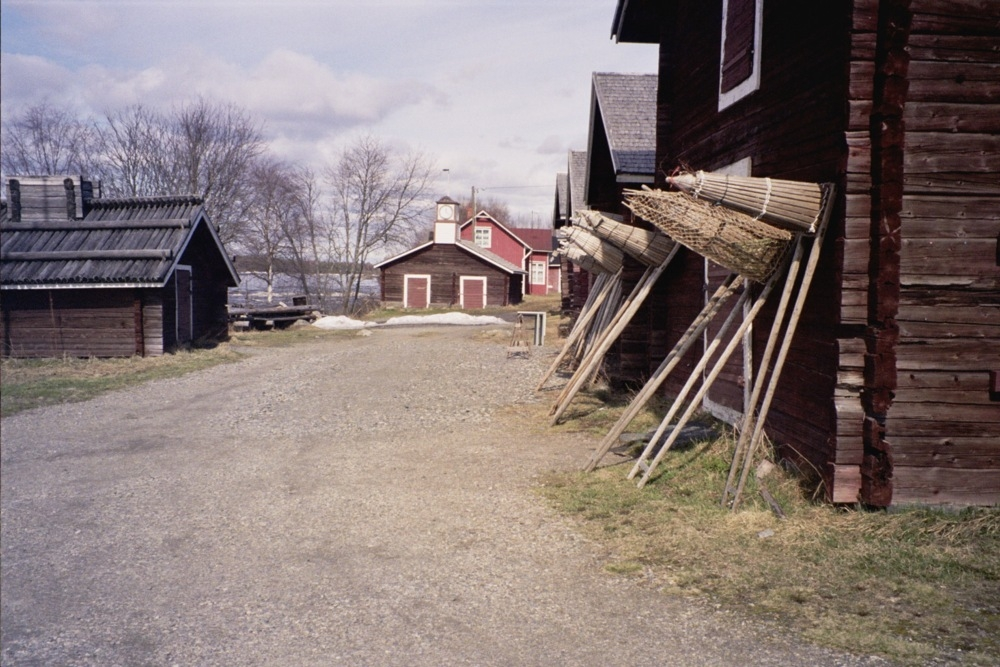
Alte Holzbauten in Kukkola im ländlichen Teil Tornios

Das Stadtgebiet Tornios teilt sich in das städtisch bebaute Zentrum und das ländliche Hinterland. Den Stadtkern bildet der Stadtteil Suensaari, ursprünglich eine Flussinsel, die aber mittlerweile durch Verlandung des Flussarms mit dem schwedischen Westufer verbunden ist. In Suensaari befinden sich der historische Stadtkern mit den bedeutendsten Bauten wie der alten Holzkirche sowie der Hauptstraße Hallituskatu. Den nördlichen Teil der Flussinsel nimmt der Stadtteil Juhannussaari ein. Am Ostufer des Tornionjoki liegen die Stadtteile Särkinärä, Kiviranta, Torppi, Pudas, Miukki, Palosaari und Luotomäki. Der Flussarm Kirkkopudas trennt die Insel Röyttä vom Festland. Auf ihr liegen die Stadtteile Pirkkiö, Kirkonmäki, Kokkokangas, Näätsaari, Puuluoto und Röyttä.
Das Stadtzentrum von Tornio besteht aus folgenden Stadtteilen:
| - Juhannussaari (1653 Einwohner) - Luotomäki (1074 Einwohner) - Kiviranta (2861 Einwohner) - Kokkokangas (3023 Einwohner) - Miukki (356 Einwohner) - Palosaari (1544 Einwohner) - Pirkkiö (340 Einwohner) - Pudas (1021 Einwohner) | - Puuluoto-Röyttä (346 Einwohner) - Raumo (723 Einwohner) - Ruohokari (522 Einwohner) - Särkinärä (231 Einwohner) - Suensaari (1934 Einwohner) - Torppi (142 Einwohner) - Vanha Pirkkiö (320 Einwohner) |

Im ländlichen Teil des Stadtgebiets befinden sich folgende Dörfer:
| - Aapajärvi (137 Einwohner) - Aapajoki (297 Einwohner) - Alavojakkala (530 Einwohner) - Arpela (593 Einwohner) - Kaakamo (1021 Einwohner) - Kantojärvi (168 Einwohner) - Karunki (651 Einwohner) - Könölä (158 Einwohner) - Korpikylä (130 Einwohner) | - Kourilehto (173 Einwohner) - Kukkola (210 Einwohner) - Laivaniemi (736 Einwohner) - Liakka (329 Einwohner) - Palovaara (71 Einwohner) - Ruottala (192 Einwohner) - Sattajärvi (200 Einwohner) - Yliliakka (304 Einwohner) - Ylivojakkala (231 Einwohner) |

### Klima
Das Klima in Tornio ist kaltgemäßigt und recht maritim geprägt. Durch die hohe Nordlage sind die Temperaturen kühl, die Ostsee wirkt sich aber mäßigend auf das Klima aus.
Die Jahresdurchschnittstemperatur liegt in Tornio zwischen 0 und 2 Grad Celsius. Der wärmste Monat ist der Juli mit einem Mittel von 16 Grad, der kälteste der Februar mit −11 Grad. Die Wachstumsperiode ist mit einer Dauer von 135 bis 145 Tagen kurz. Der Jahresniederschlag liegt bei 500 bis 550 Millimetern. Eine bleibende Schneedecke herrscht meist von Mitte November bis Anfang Mai.
Das Zentrum von Tornio liegt circa 80 Kilometer südlich des Polarkreises. Daher scheint in Tornio zwar nicht die Mitternachtssonne, doch bleibt es in der Zeit um die Sommersonnenwende, wenn die Sonne nur kurz hinter dem Horizont verschwindet, auch nachts taghell. Entsprechend dunkel ist es im Winter, wenn die Tagesdauer nur drei Stunden beträgt.
|                        | Jan | Feb | Mär | Apr | Mai | Jun | Jul | Aug | Sep | Okt | Nov | Dez |   |     |
| Mittl. Temperatur (°C) | −6  | −7  | −3  | −3  | 9   | 14  | 17  | 16  | 11  | 6   | 0   | −6  | ⌀ | 4,1 |
|                        |     |     |     |     |     |     |     |     |     |     |     |     |   |     |
| Niederschlag (mm)      | 46  | 37  | 35  | 37  | 42  | 46  | 61  | 75  | 66  | 68  | 66  | 55  | Σ | 634 |

|  |

|  |

|  |

|  |

|  |

|  |

|  |

|  |

|  |

|  |

|  |

|  |

|  |

|  |

|  |

|  |

|  |

|  |

|  |

|  |

|  |

|  |

|  |

|  |

## Geschichte

### Vor der Stadtgründung
Die ersten Menschen erreichten das Gebiet von Tornio nach dem Rückzug der Gletscher gegen Ende der letzten Eiszeit im 7. Jahrtausend v. Chr. Spätestens im 9. Jahrhundert n. Chr. entstand am Unterlauf des Tornionjoki die erste sesshafte Besiedlung durch Ackerbau treibende finnische Neusiedler aus der Region Häme. Der Name Tornio bezeichnete ursprünglich den Fluss und wurde dann auf die Siedlung und später die Stadt an seiner Mündung übertragen. Er stammt aus dem Häme-Dialekt der finnischen Siedler und leitet sich von einem alten Wort für „Speer“ ab, welches seinerseits eine frühe skandinavische Entlehnung ist.
Im 14. Jahrhundert kam das Gebiet unter den Einfluss des schwedischen Reiches und wurde in die Kirchenverwaltung des Bistums Uppsala eingegliedert. Das Kirchspiel Tornio umfasste anfangs das gesamte Tornio-Tal. 1606 wurde es in die Kirchspiele Alatornio („Nieder-Tornio“) und Ylitornio („Ober-Tornio“) geteilt. Verwaltungsmäßig gehörte das Tal des Tornionjoki während seiner Zugehörigkeit zu Schweden zur Landschaft Västerbotten. An der Mündung des Tornionjoki befand sich bereits seit dem Mittelalter ein lebhafter Warenumschlagsplatz. Die Birkarls, privilegierte Vertreter der schwedischen Krone, betrieben von hier aus Handel mit Lappland und besteuerten die dort ansässigen Samen. 1531 wurde Tornio von König Gustav I. Wasa offiziell als Handelsplatz anerkannt.

### Stadtgründung

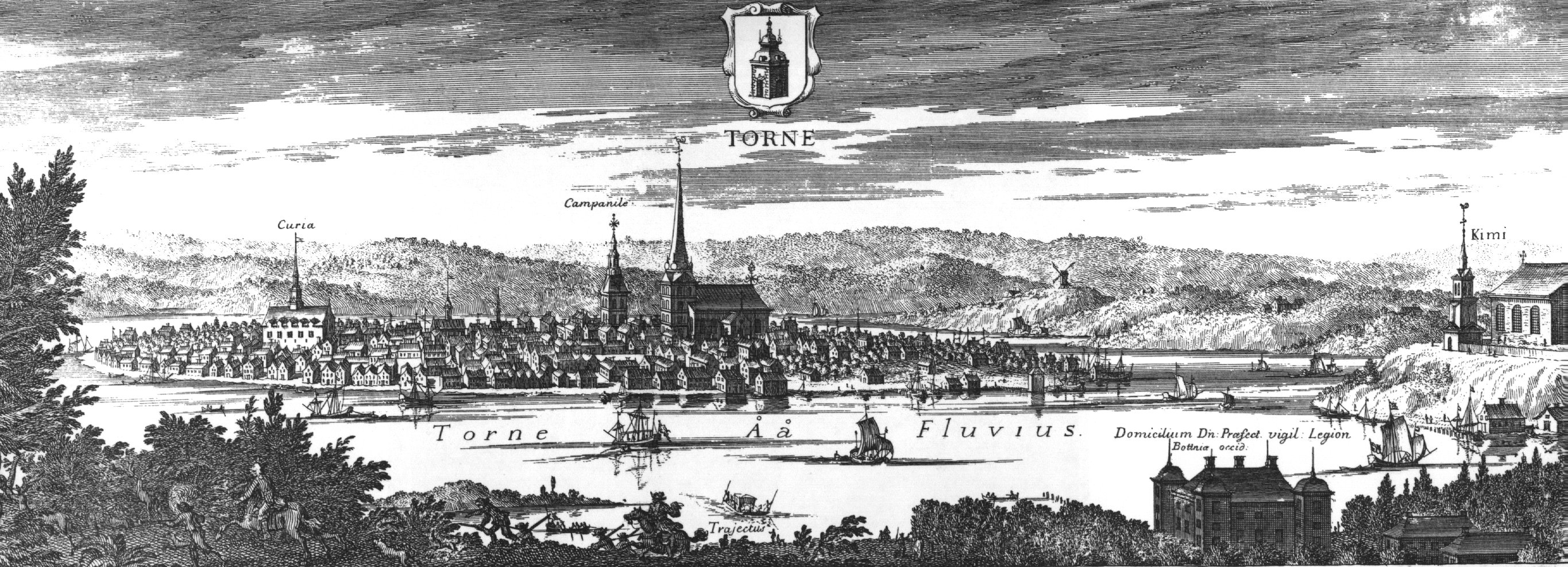
Stadtansicht um 1700. Illustration von Erik Dahlberg aus Suecia antiqua et hodierna.

Schon 1585 unter König Johann III. hatte es Überlegungen gegeben, eine Stadt an der Mündung des Tornionjoki zu gründen, um den Lapplandhandel unter staatliche Kontrolle zu bringen. Die Pläne scheiterten aber am Widerstand der Birkarls. Erst König Gustav II. Adolf erließ 1620 den Befehl, die Städte Umeå, Piteå, Luleå und Tornio zu gründen. Als Standort für Tornio war ursprünglich die Insel Seitsenkari vorgesehen, die Stadt wurde aber letztlich auf der aus Sicht der Einheimischen besser geeigneten Insel Suensaari gegründet. 1621 erhielt Tornio die Stadtrechte. Somit ist Tornio die älteste Stadt Lapplands. Während seiner Zugehörigkeit zu Schweden war Tornio die nördlichste Stadt des Landes, den Status als nördlichste Stadt Finnlands musste Tornio 1960 an Rovaniemi abgeben.
Kirchenrechtlich gehörte die Stadt Tornio weiter zum Kirchspiel Alatornio, erhielt aber 1647 eine eigene Stadtkirche. Schon 1682 brannte dieser Kirchenbau nach einem Blitzeinschlag ab. Vier Jahre später wurde die bis heute genutzte Kirche von Tornio geweiht.

### 17. und 18. Jahrhundert
Die Bürger Tornios kamen durch den Handel zu Reichtum. Sie besaßen die Handelsrechte für ein ausgedehntes Gebiet, das die Flusstäler des Tornionjoki und des Kalixälven sowie große Teile Lapplands umfasste. In Tornio tauschten sie vor allem Lachs, Pelze und Butter gegen Güter ein, die von Seefahrern aus Stockholm und Händlern aus Karelien importiert wurden. In der zweiten Hälfte des 17. Jahrhunderts stiegen die Bürger Tornios in die Reederei ein, um ihre Waren selbst nach Süden verschiffen zu können. Auch der Große Nordische Krieg 1700–1721, in dessen Verlauf Tornio 1715 von russischen Truppen eingenommen und niedergebrannt wurde, konnte den Aufschwung der Stadt nur vorübergehend unterbrechen.
Als der Hafen Tornios im 18. Jahrhundert durch die Landhebung zunehmend verlandete und ein Großteil Tornios bei einem Stadtbrand im Jahr 1762 zerstört wurde, gab es Planungen, die Stadt näher an die Küste zu verlegen. Letztlich wurde Tornio aber an derselben Stelle wiederaufgebaut. Der Hafen der Stadt wurde indes 1766 an seine heutige Stelle auf der Insel Röyttä verlegt. Im selben Jahr erhielt Tornio das Stapelrecht, das zum Handel mit dem Ausland berechtigte.

### Russische Zeit

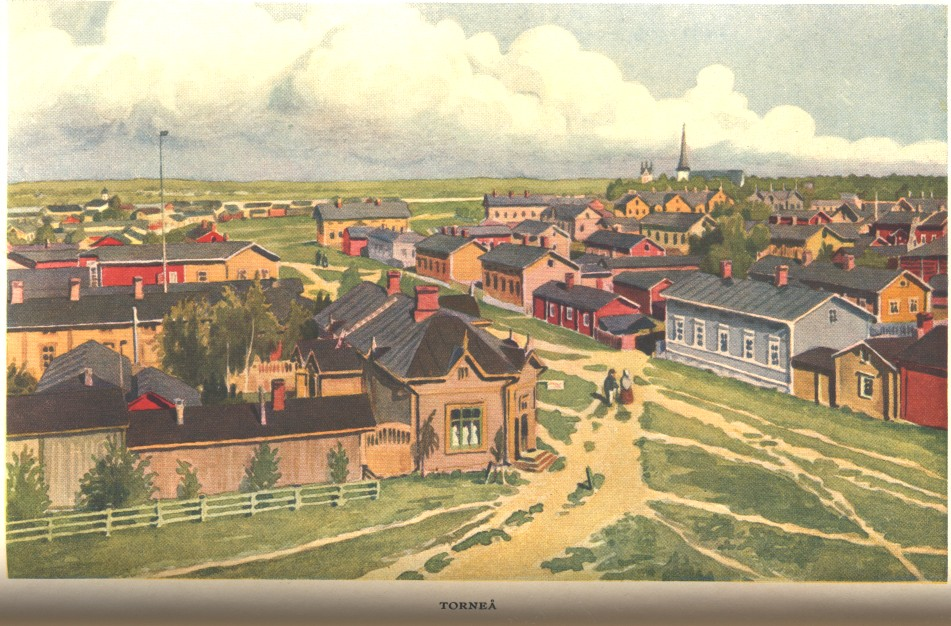
Stadtansicht 1908. Illustration von Alexander Thiodolf Federley.

Nach dem verlorenen Russisch-Schwedischen Krieg 1808–1809 musste Schweden das Gebiet des heutigen Finnland an Russland abgeben. Im Vertrag von Fredrikshamn wurde Tornio Russland zugeschlagen, obwohl sich die Flussinsel, auf der die Stadt liegt, westlich des als Grenze festgelegten Hauptarms des Tornionjoki befindet. Somit wurde auch Tornio Teil des neugegründeten Großfürstentums Finnland.
Durch die Grenzziehung kam der Handel mit Schweden zum Erliegen und Tornio verlor große Teile seines Handelsgebietes. Viele Bürger zogen nach Schweden. Haparanda, das 1842 die Stadtrechte erhielt, und das 1869 gegründete Kemi traten in Konkurrenz mit Tornio. Dadurch büßte die Stadt im 19. Jahrhundert viel von ihrer ehemaligen Bedeutung als Handelsplatz ein. Als Grenzstadt war Tornio nunmehr aber von strategischer Bedeutung und wurde deshalb von den Russen zu einer Garnisonsstadt gemacht. Mit dem Bau eines dampfbetriebenen Sägewerks auf der Insel Röyttä im Jahr 1862 und der Gründung der Lapin-Kulta-Brauerei 1873 hielt die Industrialisierung in Tornio Einzug. 1903 wurde die Stadt an das Eisenbahnnetz angeschlossen.
Im Krimkrieg wurde Tornio 1854 zwischenzeitlich von der britischen Marine besetzt. Im Gegensatz zu Oulu und den anderen Städten am Bottnischen Meerbusen wurde in Tornio weder der Hafen noch die Handelsflotte zerstört. Wirtschaftlich profitierte die Stadt sogar vom Krimkrieg, weil der Handel wegen der britisch-französischen Seeblockade auf der Ostsee auf den Landweg verlegt wurde und über die Grenzstadt Tornio führte. Eine sehr ähnliche Situation stellte sich während des Ersten Weltkriegs ein, als die einzige Landverbindung Russlands nach Westen durch Tornio verlief. Tornio passierten daher ebenso die meisten Finnischen Jäger im Jahre 1915 auf ihrem Weg zur Ausbildung nach Deutschland wie Wladimir Iljitsch Lenin, als er 1917 aus seinem Exil in der Schweiz zurückkehrte.

### Seit der Unabhängigkeit
Mit der finnischen Unabhängigkeitserklärung wurde auch Tornio 1917 Teil der unabhängigen Republik Finnland. Zu Beginn des bald darauf ausgebrochenen Finnischen Bürgerkriegs war Tornio zunächst in der Hand der sozialistischen „Roten“. Die Stadt wurde von einer 450 Mann starken russische Garnison und 200 Rotgardisten verteidigt. Die bürgerlichen „Weißen“ brachten aber schnell ganz Nordfinnland unter ihre Kontrolle und eroberten am 6. Februar 1918 Tornio.
Während des Fortsetzungskriegs von 1941–1944, in dem Finnland in sogenannter Waffenbrüderschaft mit Deutschland gegen die Sowjetunion kämpfte, gehörte Tornio ebenso wie ganz Nordfinnland zum Operationsgebiet der Wehrmacht. Als Finnland am 19. September 1944 den Waffenstillstand von Moskau mit der Sowjetunion schloss, in dem es sich verpflichtete, die deutschen Truppen aus dem Land zu vertreiben, brach der finnisch-deutsche Lapplandkrieg aus. Die Zivilbevölkerung Lapplands musste binnen kurzer Zeit in Sicherheit gebracht werden. Die Bevölkerung Tornios wurde dabei auf die gegenüberliegende Flussseite ins neutrale Schweden evakuiert. Am 1. Oktober unternahmen die finnischen Truppen eine größere Landungsoperation mit 8.000 Mann im Hafen Röyttä und griffen Tornio an. In den Folgetagen kam es in Tornio und Umgebung zu den schwersten Kämpfen des Lapplandkrieges. Weil die Finnen Tornio bereits in dieser frühen Phase des Krieges einnahmen, entging die Stadt anders als die übrigen Orte Lapplands, die von der Wehrmacht bei ihrem Rückzug niedergebrannt wurden, größeren Zerstörungen.
In der Nachkriegszeit profitierte die Wirtschaft Tornios von der Regionalförderung des finnischen Staates. In den 1950er Jahren siedelte sich Textilindustrie in der Stadt an. 1968 baute der Outokumpu-Konzern eine Ferrochrom-Fabrik in Tornio, um ein kurz zuvor in Kemi entdecktes Chromvorkommen zu verwerten. 1976 wurde das Edelstahlwerk von Outokumpu eröffnet. Ursprünglich hatte der Konzern das südwestfinnische Pori als Standort angedacht, unter dem Druck einer lappischen Bürgerbewegung nahm die Regierung aber Einfluss auf Outokumpu und setzte Tornio als Standort durch. Das Sägewerk von Röyttä, der älteste Industriebetrieb Tornios, stellte hingegen Mitte der 1960er Jahre seine Produktion ein.
Ursprünglich umfasste das Stadtgebiet von Tornio nur die Flussinsel Suensaari. Als die Stadt zu wachsen begann, wurden im Laufe des 20. Jahrhunderts mehrfach Teile der angrenzenden Gemeinde Alatornio in Tornio eingegliedert. 1973 erfolgte schließlich die Eingemeindung von ganz Alatornio und der Gemeinde Karunki. Dadurch verzehnfachte sich die Fläche Tornios, die Einwohnerzahl verdreifachte sich nahezu.

## Bevölkerung

### Bevölkerungsentwicklung
Bis weit ins 19. Jahrhundert lag die Einwohnerzahl Tornios bei unter 700. Erst dann begann die Stadt signifikant zu wachsen: 1880 überstieg Tornio die 1000-Einwohner-Marke, Anfang der 1920er Jahre hatte sich die Einwohnerzahl bereits auf 2000 verdoppelt. Anfang der 1970er Jahre hatte Tornio rund 8000 Einwohner. Als 1973 die Gemeinden Alatornio (damals 8900 Einwohner) und Karunki (damals 2200 Einwohner) eingemeindet wurden, vervielfachte sich die Einwohnerzahl Tornios auf knapp 19.000. In den 1970er und 1980er Jahren verzeichnete Tornio eine positive Bevölkerungsentwicklung. 1993 erreichte die Einwohnerzahl mit über 23.300 ihren Höchststand. Durch die Abwanderung nach Südfinnland, die nach der finnischen Wirtschaftskrise Anfang der 1990er Jahre einsetzte, sank auch in Tornio die Einwohnerzahl leicht, die Stadt war aber bei weitem nicht so stark von der Abwanderung betroffen wie die abgelegenen Teile des strukturschwachen Lapplands. Seit 2002 ist die Tendenz der Bevölkerungsentwicklung wieder leicht ansteigend.
| Jahr      | 1980   | 1985   | 1990   | 1995   | 1998   | 2000   | 2001   | 2002   | 2003   | 2004   | 2005   | 2006   |
| --------- | ------ | ------ | ------ | ------ | ------ | ------ | ------ | ------ | ------ | ------ | ------ | ------ |
| Einwohner | 21.076 | 22.328 | 22.879 | 23.156 | 22.881 | 22.617 | 22.456 | 22.155 | 22.198 | 22.204 | 22.297 | 22.299 |

### Bevölkerungsgruppen
Trotz der Nähe zur schwedischen Grenze ist Tornio fast rein finnischsprachig. Noch im 18. und 19. Jahrhundert sprachen die Handwerker und Händler Tornios zu großen Teilen Schwedisch, während das einfache Volk ebenso wie die Bevölkerung des ländlichen Umlands finnischsprachig war. Mittlerweile ist der Anteil der Schwedischsprachigen mit 0,3 % aber vernachlässigbar. Daher ist Tornio offiziell einsprachig finnisch.
Der Ausländeranteil in Tornio ist mit 1,5 % selbst für finnische Verhältnisse gering.

### Religion

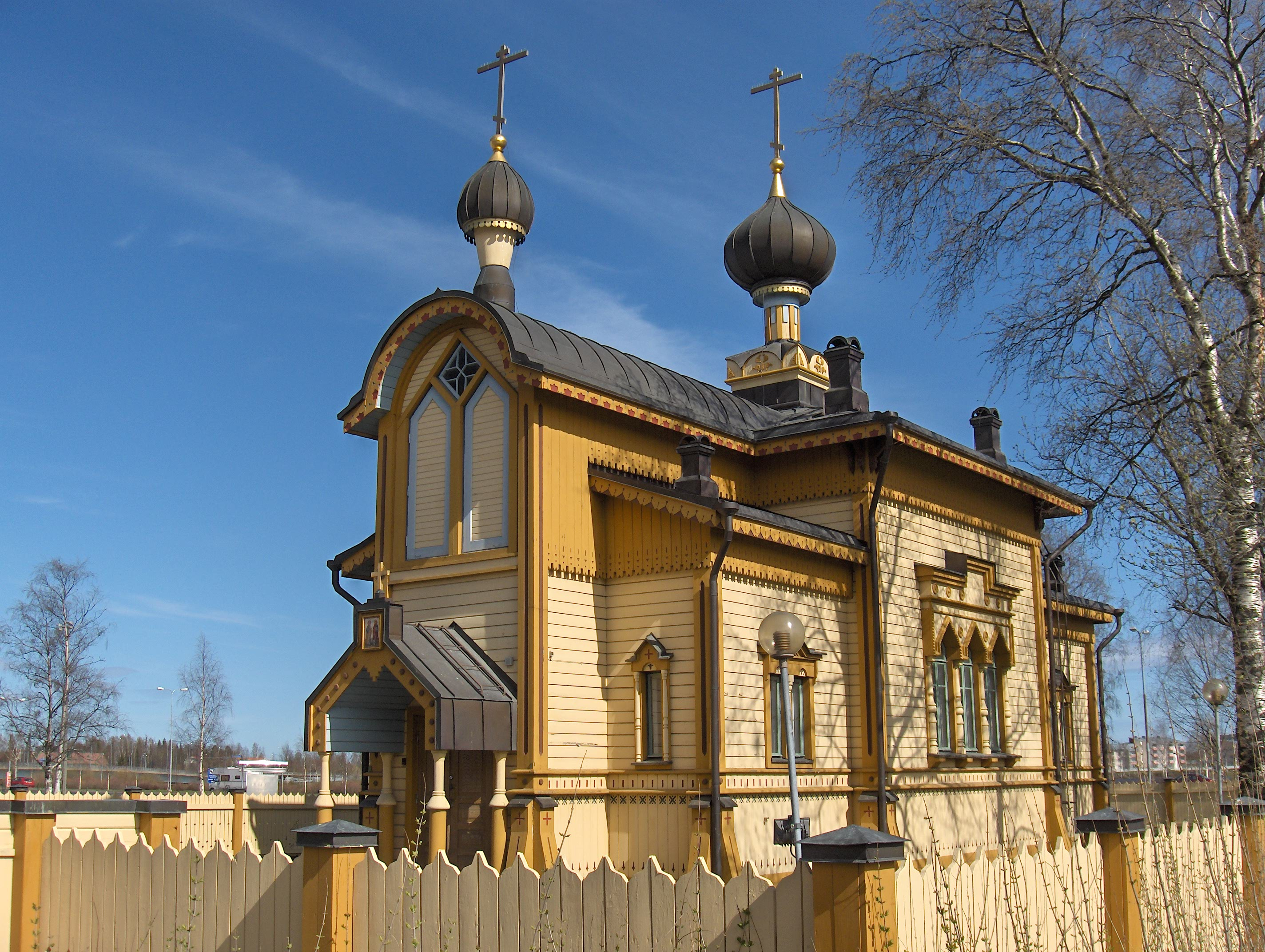
Die orthodoxe Peter-und-Paul-Kirche von Tornio

Die evangelisch-lutherischen Gläubigen Tornios gehören der Kirchengemeinde Tornio an. Diese entstand 2007 durch die Zusammenlegung der Kirchengemeinden Tornio, Alatornio und Karunki, die zuvor auch nach der Fusion der politischen Gemeinden zunächst eigenständig geblieben waren, und untersteht dem Bistum Oulu. Wie allgemein in Nordfinnland ist der Laestadianismus, eine konservative lutherische Erweckungsbewegung, in Tornio stark vertreten. Die Laestadianer wirken innerhalb der evangelisch-lutherischen Kirche, sind aber in den „Friedensvereinen“ (rauhanyhdistys) von Tornio, Karunki und Arpela organisiert.
Daneben gibt es eine kleine orthodoxe Minderheit in Tornio. Die orthodoxen Gläubigen gehören zur Kirchengemeinde Oulu, haben aber in Tornio eine eigene Kirche. Nachdem die 1884 als russische Garnisonskirche erbaute Peter-und-Paul-Kirche 1928 in ein Museum umgewandelt worden war, finden in ihr seit 1987 wieder regelmäßig orthodoxe Gottesdienste statt.

## Politik

### Verwaltung

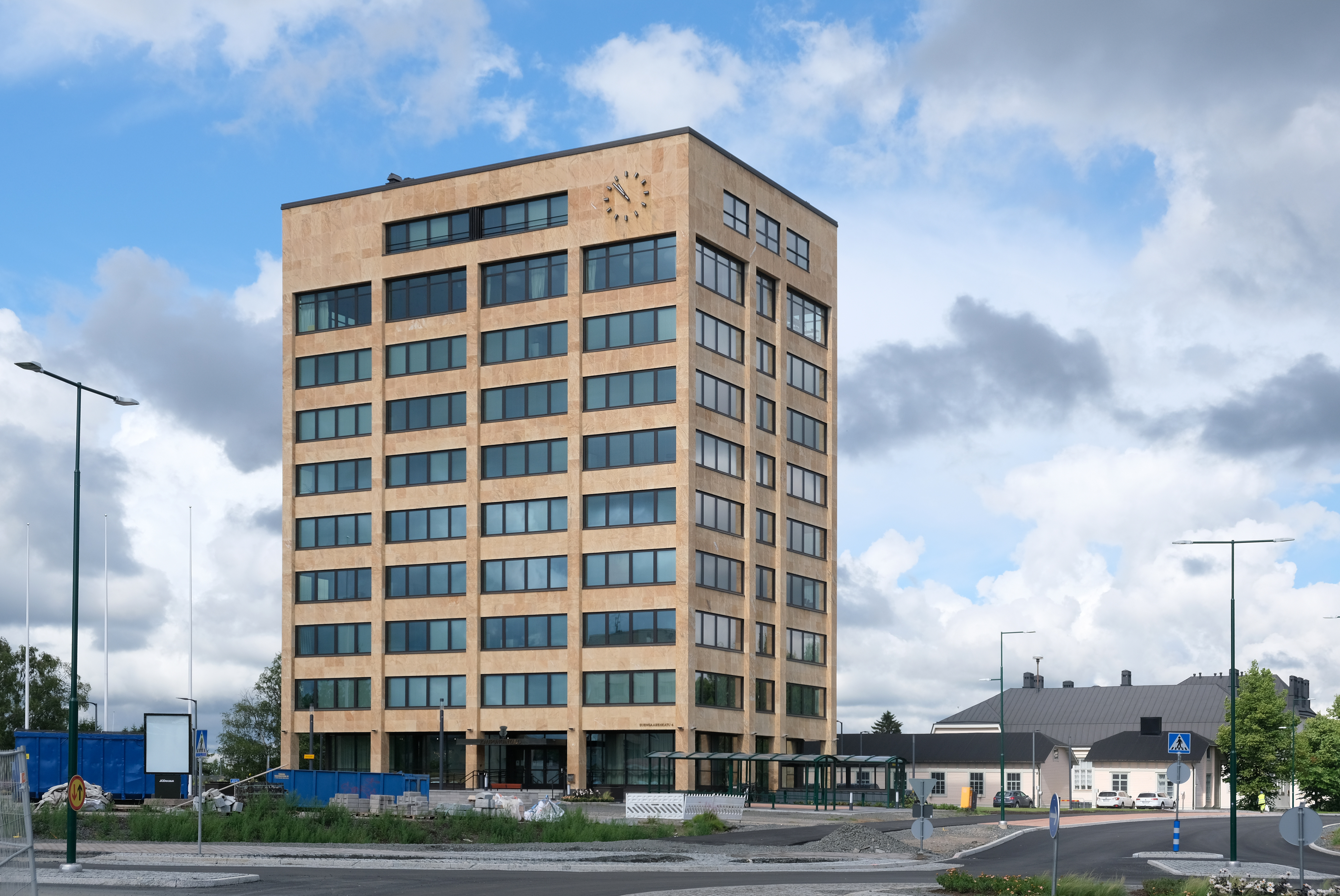
Das Stadthaus von Tornio ist Sitz der Stadtverwaltung.

Die stärkste politische Kraft in Tornio ist die Zentrumspartei. Bei der Kommunalwahl 2008 brach sie jedoch um 15,6 % auf 39,4 % der Wählerstimmen ein, erreichte nur 18 von 43 Mandaten und verlor so ihre absolute Mehrheit im Stadtrat, der höchsten Entscheidungsinstanz bei lokalen Angelegenheiten. Mit acht Sitzen ist das in Nordfinnland traditionell starke Linksbündnis im Stadtrat vertreten, gefolgt von den Sozialdemokraten und der konservativ-liberalen Nationalen Sammlungspartei mit je fünf Sitzen. Vier Mandate gingen an das örtliche Wählerbündnis Pro Tornio, zwei an den Grünen Bund. Erstmals konnten auch die rechtspopulistischen „Wahren Finnen“ ein Mandat erringen.
Stadtdirektor von Tornio ist nominell seit 1973 Hannes Manninen. Seit Manninen 1995 als Abgeordneter der Zentrumspartei in das finnische Parlament gewählt wurde, vertritt ihn Raimo Ronkainen.
| Partei                    | Wahlergebnis 2008 | Sitze |
| ------------------------- | ----------------- | ----- |
| Zentrumspartei            | 39,4 %            | 18    |
| Linksbündnis              | 18,4 %            | 8     |
| Nationale Sammlungspartei | 12,2 %            | 5     |
| Sozialdemokraten          | 11,7 %            | 5     |
| Pro Tornio                | 10,4 %            | 4     |
| Grüner Bund               | 4,7 %             | 2     |
| Wahre Finnen              | 2,9 %             | 1     |

### Wappen

Das Wappen von Tornio

Beschreibung: In Silber ein roter gestufter Turm mit blauen Fenstern, Schießscharten und Toröffnungen und drei von vier Dachspitzen sind mit roten Kugeln, die vierte, größere mit einer größeren roten Kugel mit gleichgefärbten Kreuz bestückt.
Symbolik: Das Wappen geht auf das Stadtsiegel zurück, welches Tornio bei seiner Gründung 1621 verliehen bekam. Es handelt sich um ein sprechendes Wappen, denn der Name Tornio wurde volksetymologisch mit dem schwedischen Wort torn für „Turm“ in Verbindung gebracht.

### Städtepartnerschaften
Tornio unterhält Städtepartnerschaften mit folgenden Städten:
- Vetlanda (Schweden, seit 1949)
- Hammerfest (Norwegen, seit 1960)
- Ikast (Dänemark, seit 1960)
- Szekszárd (Ungarn, seit 1985)
- Devizes (Großbritannien, seit 1986)

### Zusammenarbeit mit Haparanda

Gemeinsames Logo der Städte Tornio und Haparanda

Tornio unterhält eine enge Zusammenarbeit mit seiner auf schwedischer Seite gelegenen Zwillingsstadt Haparanda. Ursprünglich ein kleines Dorf, erhielt Haparanda 1842 die Stadtrechte, um den Verlust von Tornio an Russland zu kompensieren. Seitdem Schweden und Finnland seit 1955 im Nordischen Rat und seit 1995 in der Europäischen Union zusammengeschlossen sind, ist die Staatsgrenze durchlässiger geworden und wird von den Einheimischen gerne als „friedlichste Grenze der Welt“ bezeichnet.
Nachdem Tornio und Haparanda bereits in den 1960er und 1970er Jahren in einigen Projekten kooperiert hatten, gründeten die beiden Städte 1987 ein Zusammenarbeitsorgan mit dem Namen Provincia Bothniensis. Die Zusammenarbeit betrifft zahlreiche kommunale Dienstleistungen (z. B. gemeinsame Kläranlage, Kooperation beim Krankentransport, gemeinsame Tourismusstrategie). Daneben kooperieren Tornio und Haparanda im Bildungsbereich: Die Schüler können frei wählen, auf welcher Seite der Grenze sie zur Schule gehen wollen. Seit 1989 gibt es in Haparanda eine zweisprachige Grundschule (Språkskolan/Kielikoulu), deren Plätze jeweils zur Hälfte für schwedische und finnische Schüler vorgesehen sind. Das größte Zusammenarbeitsprojekt mit dem Namen Rajalla – På Gränsen („An der Grenze“) wurde 2003 begonnen. Es sieht den Bau eines gemeinsamen Stadtzentrums im Grenzgebiet zwischen den Zentren von Tornio und Haparanda vor. In dem Quartier sollen ein Einkaufszentrum, eine gemeinsame Polizeiwache und eine Seniorenresidenz gebaut werden.

## Wirtschaft und Infrastruktur

### Wirtschaft

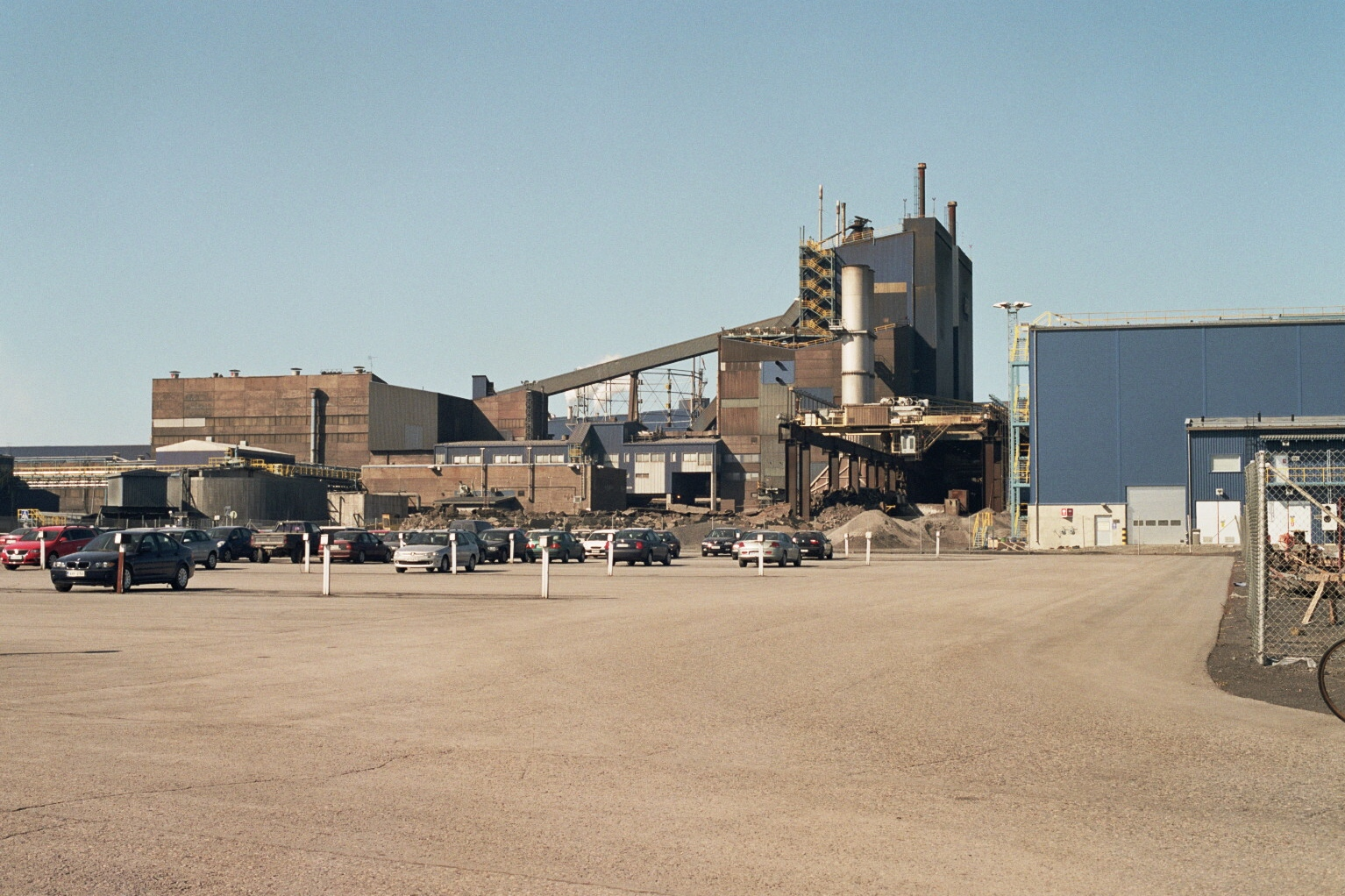
Outokumpu-Werke in Tornio

Tornio ist eine industriell geprägte Stadt. 36 % der Erwerbstätigen sind im Industriesektor beschäftigt. Der bei weitem bedeutendste Arbeitgeber ist der Konzern Outokumpu, in dessen Ferrochrom- und Edelstahlwerken 2300 Menschen arbeiten. Neben der Metallindustrie ist in Tornio Textilindustrie ansässig. Die Nanso Group stellt in Tornio Socken her. In der Fabrik arbeiten 132 Menschen. Bis 2010 wurde eine der bekanntesten finnischen Biermarken, Lapin Kulta, in Tornio produziert. Die Brauerei war 1873 als Torneå Bryggeri Aktiebolag gegründet, gehörte seit 1980 zum Hartwall-Konzern und beschäftigte zuletzt 100 Menschen, ehe die Produktion nach Lahti verlagert wurde. 28 % der Erwerbstätigen sind im öffentlichen Dienst beschäftigt. Die Stadtverwaltung ist mit 1382 Arbeitsplätzen der zweitgrößte Arbeitgeber. Von der Land- und Forstwirtschaft in den ländlichen Bereichen des Stadtgebietes leben 3 % der Bevölkerung. Insgesamt gibt es in Tornio 192 Landwirtschaftsbetriebe, die vor allem Molkereiwirtschaft betreiben.
Der Tourismus spielt in Tornio eine weniger wichtige Rolle als im restlichen Lappland, das mit seinen Wintersportzentren und Wildnisgebieten zahlreiche Ski- und Naturtouristen anzieht. Tornio vermarktet sich im Verbund mit Haparanda unter dem Slogan „grenzenlose Erlebnisse“. So gehört zu den touristischen Attraktionen der Doppelstadt der grenzüberschreitende Golfplatz Green Zone, auf dem ein Abschlag von schwedischer Seite nach Finnland wegen der Zeitzonengrenze eine Stunde in der Luft bleibt.
Die Arbeitslosenquote in Tornio ist mit 14,2 % (Jahresmittel 2006) deutlich höher als im landesweiten Durchschnitt, liegt aber knapp unter dem Mittelwert der Lapplands.

### Verkehr

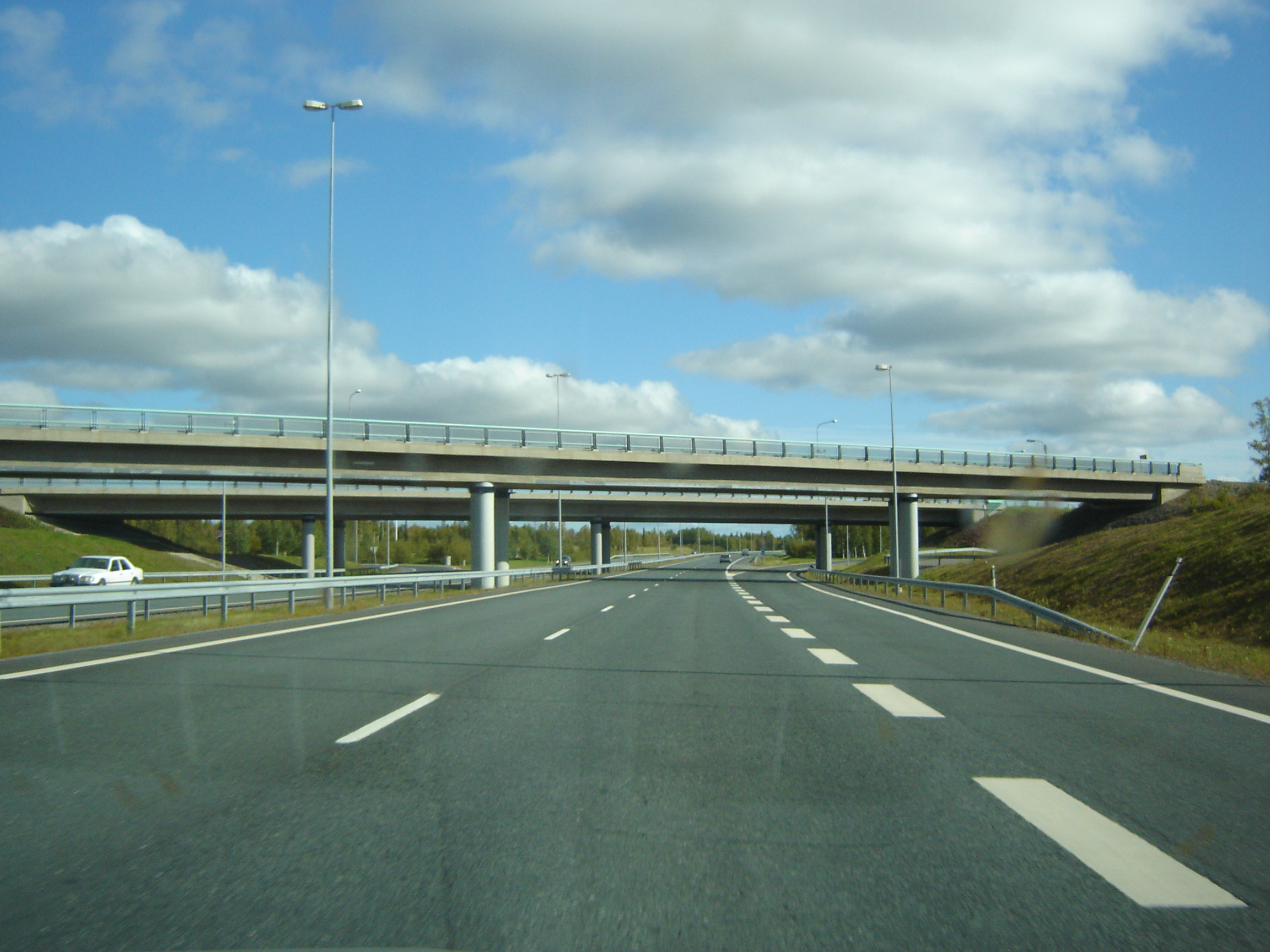
Die Perämerentie-Autobahn auf Höhe der Anschlussstelle Kyläjoki

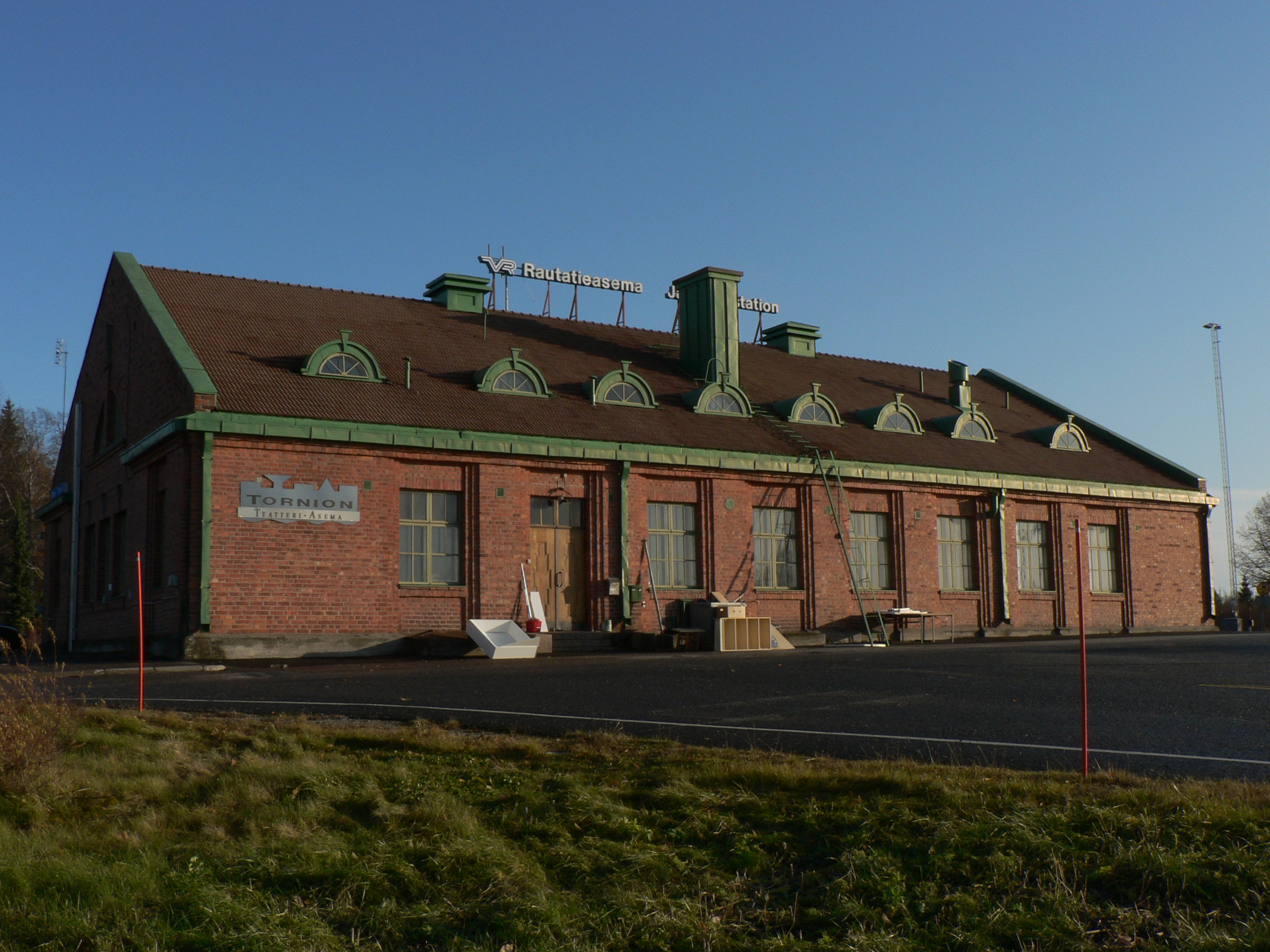
Der Bahnhof Tornio dient nur noch dem Güterverkehr

Tornio ist Ausgangspunkt zweier Staatsstraßen. Die nur 16 Kilometer lange Staatsstraße 29 führt nach Keminmaa und stellt die Hauptverbindung zwischen Tornio und Kemi dar. Auf einem Großteil ihrer Strecke ist sie unter dem Namen Perämerentie autobahnartig ausgebaut. Damit ist sie die nördlichste Autobahn der Welt. Die Staatsstraße 21 verläuft parallel zur schwedischen Grenze von Tornio bis Kilpisjärvi im äußersten Nordwestzipfel Finnlands. Die Europastraße 8 folgt dem Verlauf der Staatsstraßen 21 und 29. Die Europastraße 4 beginnt in Tornio. Sie verläuft nur einige hundert Meter auf finnischem Gebiet bis zum Grenzübergang nach Haparanda und führt von dort weiter durch ganz Schweden bis Helsingborg im Süden des Landes. Den Grenzübergang zwischen Tornio und Haparanda passieren täglich 16.000 Autos. Damit ist er der meistfrequentierte Grenzübergang der Nordischen Länder.
Von Tornio führen Bahnstrecken in drei Richtungen: Eine verläuft entlang der Küste nach Oulu, eine führt am Tornionjoki entlang nach Kolari und eine verbindet Tornio mit dem benachbarten Haparanda. Daneben zweigt ein kurzer Schienenstrang zum Hafen Röyttä ab. Der Bahnhof von Tornio dient heute nur noch dem Güterverkehr. Seit 2008 halten aber nach vierjähriger Unterbrechung wieder Personenzüge auf der Strecke Helsinki-Kolari am östlich des Bahnhofs gelegenen Haltepunkt Tornio-Ost (Tornio-Itäinen). Die Verlängerung der Bahnstrecke Boden–Haparanda nach Tornio ist die einzige direkte Eisenbahnverbindung zwischen Finnland und Schweden. Das vier Kilometer lange Streckenstück ist doppelspurig ausgebaut, so dass sie von Zügen unterschiedlicher Spurweite befahren werden kann (Finnland verwendet die Russische Breitspur, Schweden die Normalspur). In Haparanda können die Züge umgespurt werden und ihre Fahrt im schwedischen Eisenbahnnetz auf der Strecke nach Boden fortsetzen.
Der Hafen von Tornio befindet sich auf der Insel Röyttä südlich des Stadtzentrums. Da im Winter Eisbrecher eine Fahrrinne freihalten, kann der Hafen ganzjährig angefahren werden. Über den Hafen wird vor allem Edelstahl aus den Outokumpu-Werken verschifft. Passagierverbindungen nach Tornio bestehen nicht. Im Jahr 2006 legten 425 Schiffe an, das Handelsvolumen lag bei 1,9 Millionen Tonnen. Damit gehört der Hafen von Tornio zu den kleineren Seehäfen Finnlands.
Tornio wird vom Flughafen Kemi-Tornio bedient. Er befindet sich im Gebiet von Kemi rund 18 Kilometer südöstlich des Stadtzentrums von Tornio. Die Fluggesellschaften Finnair und Finncomm Airlines bieten Direktflüge von Helsinki-Vantaa nach Kemi-Tornio an. Im Jahr 2007 nutzten 92.267 Passagiere den Flughafen.

## Kultur und Sehenswürdigkeiten

### Stadtbild

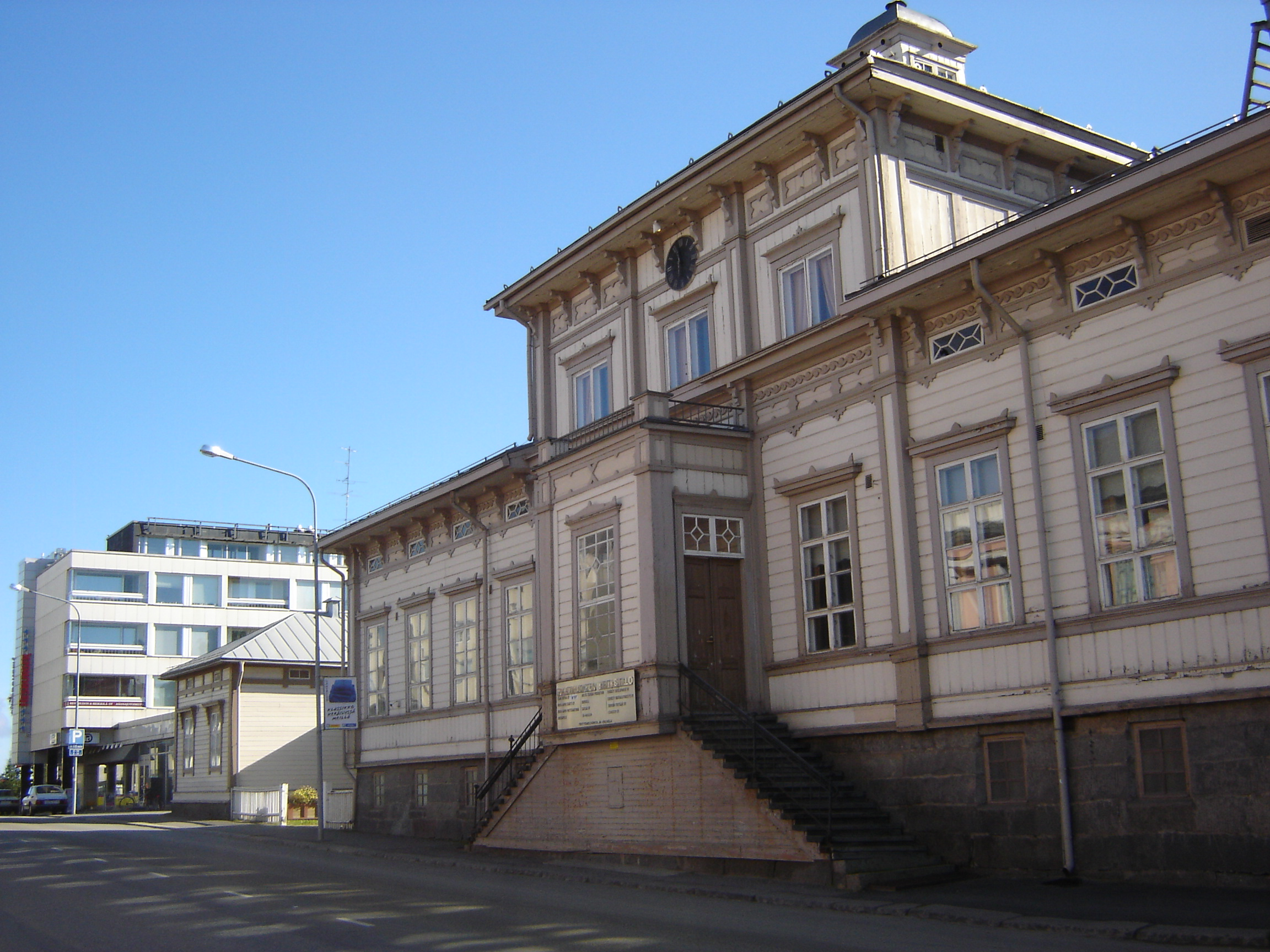
Das Rathaus von Tornio (1874) gehört zu den wenigen erhaltenen Holzbauten der Stadt.

Der historische Stadtkern Tornios im Südteil der Flussinsel Suensaari hat einen schachbrettartigen Grundriss. Das regelmäßige Straßennetz geht auf den Wiederaufbau Tornios nach dem Stadtbrand von 1762 zurück. Die ursprüngliche Holzhausbebauung ist größtenteils dem Bauboom der 1960er Jahre zum Opfer gefallen. Nur vereinzelt hat sich historische Bausubstanz erhalten, ansonsten dominieren schmucklose Zweckbauten aus Beton. Der Stadtteil Juhannussaari im Nordteil der Insel Suensaari ist mit Hochhäusern aus den 1970er Jahren bebaut. In den übrigen Stadtteilen herrschen meist Einfamilienhäuser vor.
In den Dörfern im ländlichen Teil Tornios hat sich teils alte Bausubstanz erhalten. Insbesondere das von alten Gehöften, Weiden und Feldern gesäumte Tal des Tornionjoki zwischen Tornio und Ylitornio gilt als wertvolle Kulturlandschaft. An den Kukkolankoski-Stromschnellen, wo heute noch Maränen nach traditioneller Methode mit Keschern gefangen werden, befindet sich eine alte Fischereistelle mit gezimmerten Vorratshäusern. Zusammen mit dem Aavasaksa in Ylitornio gehört das Tornio-Tal offiziell zu den 27 Nationallandschaften Finnlands.

### Bauwerke

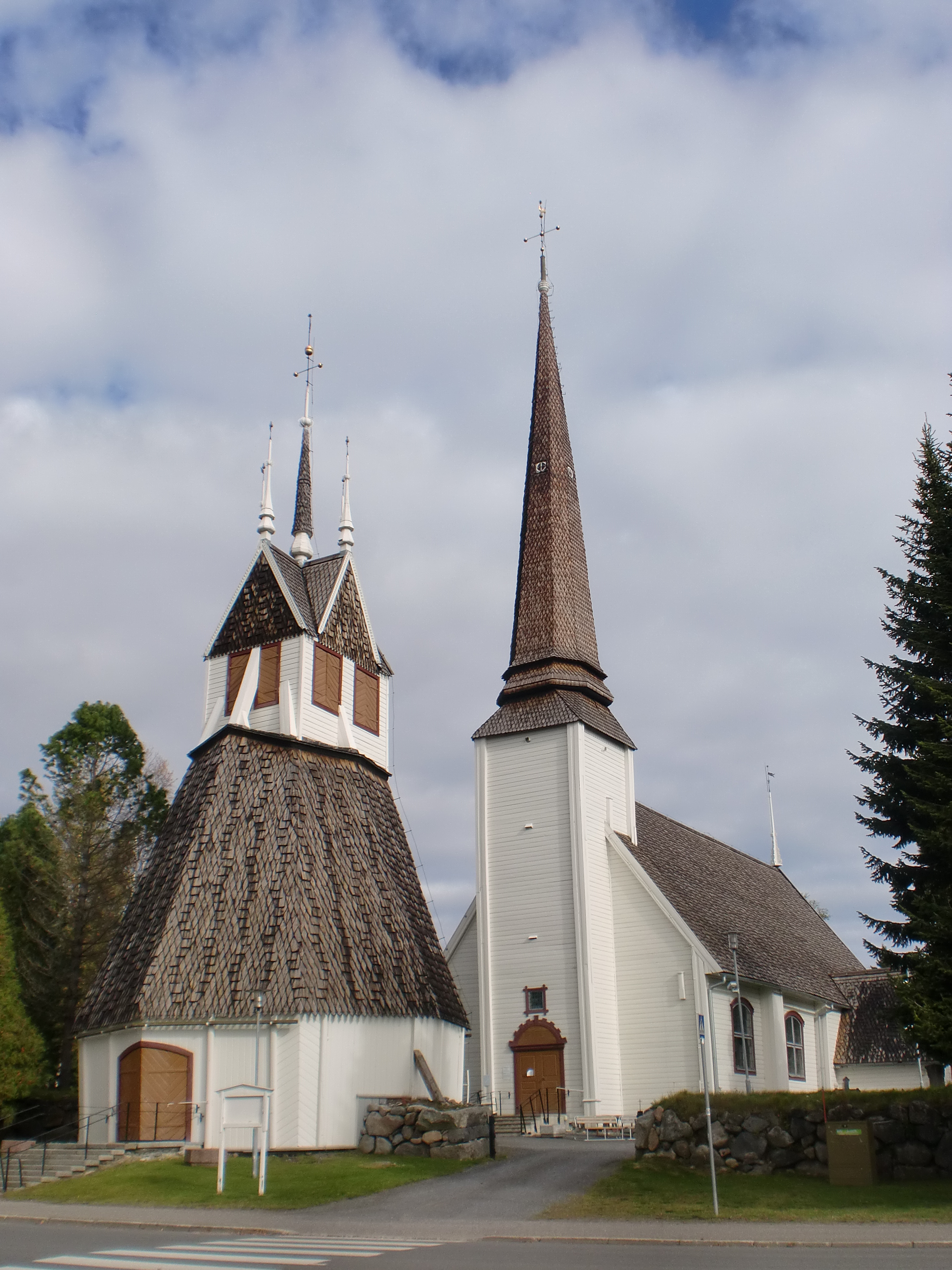
Die Kirche von Tornio mit Glockenstapel im Vordergrund

Die architektonisch bedeutendste Sehenswürdigkeit von Tornio ist die 1684–1686 erbaute Kirche von Tornio. Die einschiffige Holzkirche mit schlankem Kirchturm und freistehendem Glockenstapel vertritt den an der Westküste Finnlands verbreiteten Bautyp der Stützpfeilerkirche und gehört zu den wertvollsten finnischen Kirchenbauten des 17. Jahrhunderts. 1736/37 nutzte der Franzose Pierre Louis Moreau de Maupertuis den Kirchturm von Tornio als Messpunkt bei seiner Gradmessung, durch die er die Größe und Form der Erde zu bestimmen versuchte. Etwas abseits des Zentrums liegt die Kirche von Alatornio. In seiner heutigen Gestalt entstand der klassizistische Bau mit dem Grundriss eines gleicharmigen Griechischen Kreuzes in den Jahren 1794–1797, er geht aber zurück auf eine mittelalterliche Steinkirche aus der Zeit um 1500, die im östlichen Kreuzarm verbaut wurde. 1842 diente der Kirchturm der Kirche von Alatornio dem deutschen Astronomen Friedrich Georg Wilhelm Struve als Messpunkt für seine geodätischen Vermessungen. Als Teil des Struve-Bogens gehört die Kirche von Alatornio seit 2005 zur Liste des UNESCO-Weltkulturerbes. Im Dorf Karunki befindet sich eine 1815–1817 erbaute hölzerne Kreuzkirche. Ferner steht im Zentrum von Tornio die 1884 im russischen Stil in Holzbauweise errichtete orthodoxe Peter-und-Paul-Kirche.
Zu den baugeschichtlich wertvollsten Holzhäusern, die sich im Stadtkern von Tornio erhalten haben, gehören das alte Rathaus aus dem Jahr 1874 und das Bürgermeisterhaus (auch: Puistola), das 1866 als Wohnhaus für den damaligen Bürgermeister Frans Julius Cederman erbaut wurde.

### Museen
Tornio beherbergt zwei Museen. Das Provinzmuseum Tornio-Tal (Tornionlaakson maakuntamuseo) stellt die Geschichte der Region am Tornionjoki vor. Es wurde 1914 gegründet und ist seit 1975 im Besitz der Stadt Tornio. Zu den Sammlungen des Museums gehören 17.500 Exponate, hauptsächlich volkskundliche Objekte wie historische Möbel oder Arbeitsgeräte. Das 1986 gegründete Aine-Kunstmuseum (Aineen taidemuseo) ist aus der Privatsammlung des Geschäftsmanns Veli Aine hervorgegangen und wird ebenfalls von der Stadt Tornio unterhalten. Neben Wechselausstellungen wird in dem Museum finnische Kunst des 19. und 20. Jahrhunderts gezeigt, darunter Werke von bekannten Künstlern wie Helene Schjerfbeck, Werner Holmberg und Akseli Gallen-Kallela.

### Regelmäßige Veranstaltungen
Alljährlich dreimal (im Juni, Juli und August) findet in Tornio der Peräpohjola-Markt (Peräpohjolan markkinat) statt. Der historische Markt im Ambiente des 19. Jahrhunderts zieht rund 15.000 Besucher an. Am Jahrestag der Stadtgründung im Mai wird die Tornio-Woche (Tornioviikko) gefeiert. Jeden Sommer finden in Tornio und Haparanda zwei Musikfestivals statt: Das Jazz- und Blues-Festival Kalottjazz & Blues sowie Rajasoitto ein Festival für Volksmusik, Volkstanz und Akkordeonmusik.

## Söhne und Töchter der Stadt
- Meeri Bodelid (* 1943), schwedische Skilangläuferin, Radrennfahrerin, Leichtathletin und Triathletin
- Kalle Palander (* 1977), finnischer Alpinskirennläufer
- Teemu Tainio (* 1979), finnischer Fußballspieler
- Terveet Kädet, Hardcore-Punkband (gegründet 1980)
- Heikki Niva (* 1992), finnischer Snookerspieler, Gerätturner und Turnlehrer